# Почетни ударац (амерички фудбал)
Почетни ударац (енгл. Kickoff), је начин започињања игре у америчком фудбалу. Изводи се тако што један тим шутира лопту са линије од 35 јарди према хватачком тиму. Када играчи хватачког тима ухвате лопту започињу такозвано враћање са циљем да се што више приближе противничкој енд зони.
Почетни ударац изводи се на почетку оба полувремена, дакле на старту прве и треће четвртине. Постоји и варијација почетног ударца - онсајд кик (енгл. onside kick) која има за циљ да тим који изводи ударац дође у посед лопте. Овај тип се прилично ретко примењује. Ако лопта приликом извођења почетког ударца заврши у противничкој енд зони, ради се о тачбеку. Тада екипа која је хватала ударац креће са линије од 20 јарди на својој половини терена.